# بيرديجاو (لاعب كرة قدم)
بيرديجاو (بالبرتغالية: Perdigão‏) هو لاعب كرة قدم برازيلي في مركز الوسط، ولد في 28 يونيو 1977 في كوريتيبا في البرازيل. لعب مع أتلتيكو باراناينسي ونادي إنترناسيونال ونادي بيلينينسش ونادي جوينفيل ونادي ساو كايتانو ونادي فاسكو دا غاما ونادي كاشياس دو سول ونادي كورينثيانز ونادي ناوتيكو.

## وصلات خارجية
- بيرديجاو (لاعب كرة قدم) على موقع قاعدة بيانات كرة القدم.إي يو (الإنجليزية)